# سامایپاتا
سامایپاتا (به اسپانیایی: Samaipata) یک منطقهٔ مسکونی در بولیوی است که در استان فلوریدا (بولیوی) واقع شده‌است. سامایپاتا ۴٬۳۹۸ نفر جمعیت دارد.

## نگارخانه

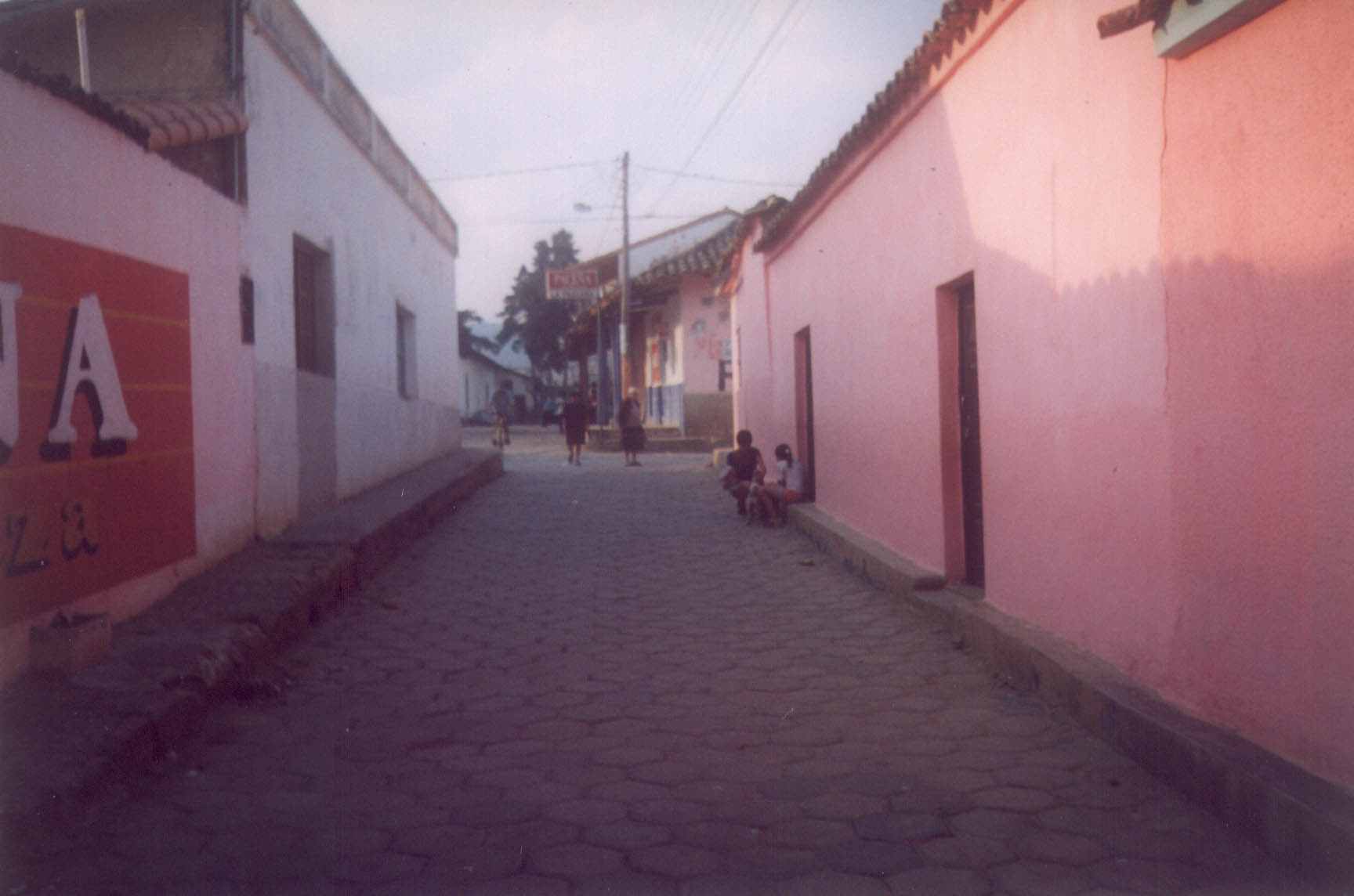
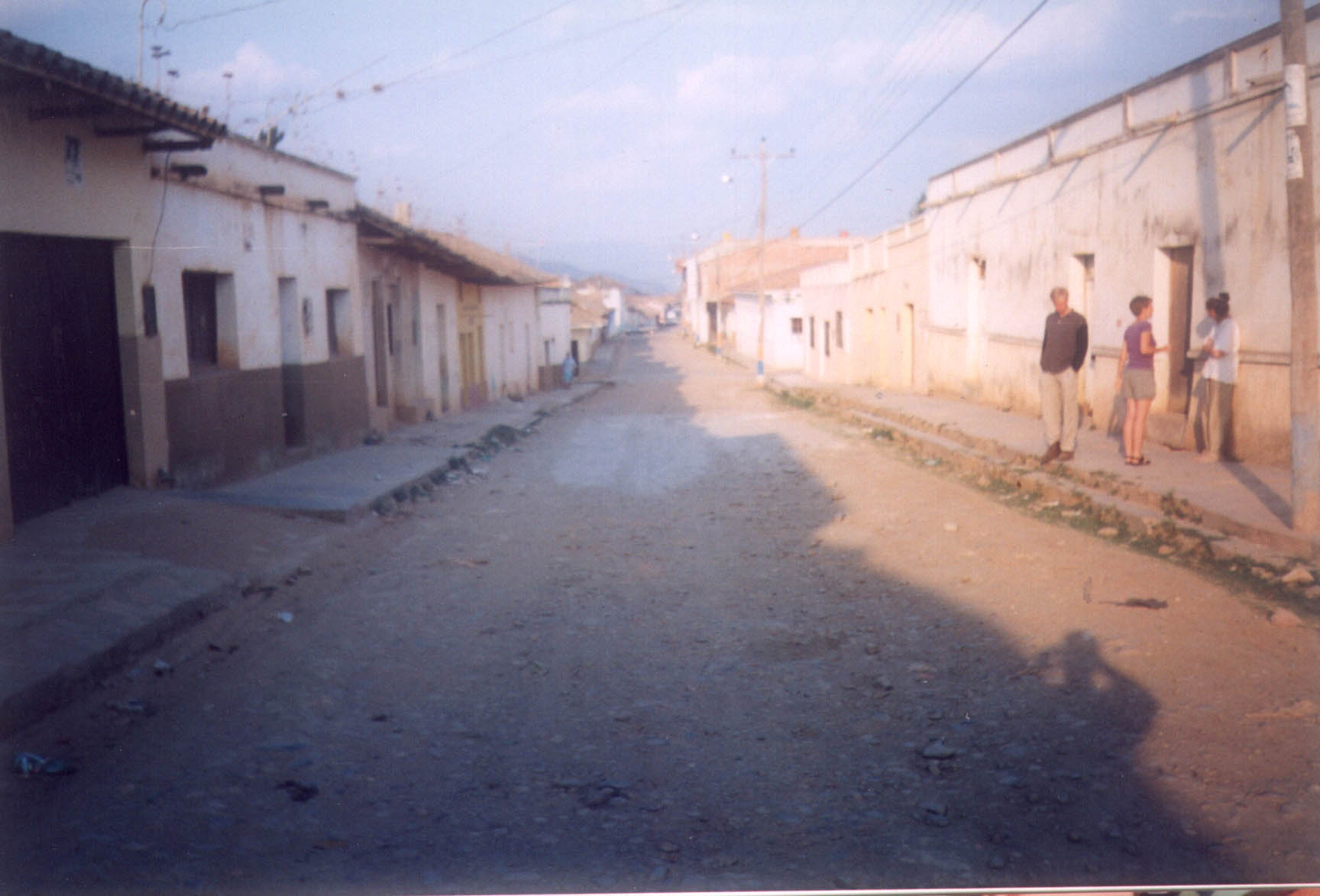